# Avery Dulles
Avery Robert Dulles (Auburn, 24 agosto 1918 – New York, 12 dicembre 2008) è stato un cardinale, teologo e gesuita statunitense.
È stato autore di centinaia di articoli su temi religiosi e teologici ed ha pubblicato numerosi libri.

## Biografia
Avery Robert Dulles è stato un importante teologo del secolo passato. Figlio di John Foster Dulles (segretario di Stato del 34º Presidente degli Stati Uniti d'America, Eisenhower) e nipote di Allen Welsh Dulles, agente segreto statunitense, un influente direttore della Central Intelligence Agency (CIA), si convertì da adulto al cattolicesimo, e dopo divenne membro della Compagnia di Gesù. 
Papa Giovanni Paolo II lo innalzò alla dignità cardinalizia nel concistoro del 21 febbraio 2001. Nell'aprile del 2008, papa Benedetto XVI, nel corso della sua visita pastorale negli Stati Uniti d'America, volle recarsi personalmente a salutarlo nella sua residenza.
Morì a New York il 12 dicembre 2008 all'età di 90 anni nell'ospedale della Fordham University, dove era insegnante di religione e società, e fu sepolto nel cimitero gesuita di Auriesville.